# Сарыбаев, Галиаскар Тулендинович
Галиаскар Тулендинович Сарыбаев (каз. Ғалиасқар Төлендіұлы Сарыбаев; род. 24 сентября 1963, Шанханай, Алма-Атинская область, Казахская ССР) — казахстанский государственный деятель, депутат Сената Парламента Республики Казахстан от Жетысуской области (с 2022 года).

## Биография
Окончил Казахский государственный университет им. Кирова в 1985 году по специальности «Инженер-механик» и Казахскую академию труда и социальных отношений в 2005 году по специальности «Юрист».
1985—1986 гг. — инженер-конструктор Павлодарского тракторного завода.
1986—1991 гг. — секретарь комитета комсомола станции Сары-Озек, инструктор, заведующий отдела, первый секретарь Кербулакского райкома ЛКСМ Казахстана посёлка Сарыозек Кербулакского района Алма-Атинской области.
1991—1993 гг. — консультант Кербулакского райкома Компартии Казахстана, референт исполкома Кербулакского районного Совета народных депутатов, референт заместителя главы районной администрации посёлка Сарыозек.
1993—1994 гг. — директор средней школы им. И. Алтынсарина посёлка Сарыозек.
1994—1999 гг. — начальник Кербулакского районного управления по делам молодёжи, туризма и спорта, управления по языкам, заведующий отделом аппарата акима района посёлка Сарыозек.
1999—2001 гг. — заместитель председателя центрального совета Общественного объединения «Отан», заместитель директора Фонда поддержки творчества молодёжи в науке и культуре имени Токсына Кулыбекова в городе Алматы.
2001—2002 гг. — заместитель управляющего ТОО «Фирма Жаса», ассоциации потребительских кооперативов собственников квартир «Самал» в городе Талдыкоргане.
2002—2004 гг. — главный специалист, начальник отдела Алматинского областного управления информации и общественного согласия.
2005—2011 гг. — начальник отдела, заместитель директора департамента внутренней политики Алматинской области.
2011—2015 гг. — заместитель акима города Талдыкоргана.
2015—2016 гг. — руководитель управления внутренней политики Алматинской области, советник акима Алматинской области.
Май 2016 — декабрь 2019 г. — первый заместитель председателя Алматинского областного филиала партии «Нур Отан».
Январь — сентябрь 2020 г. — уполномоченный по этике аппарата акима Алматинской области.
Сентябрь — декабрь 2020 г. — руководитель управления внутренней политики Алматинской области.
Декабрь 2020 — август 2022 г. — аким Кербулакского района Алматинской области.
24 августа 2022 года был избран депутатом Сената Парламента Республики Казахстан от Жетысуской области.